# Kołecko
Kołecko (niem. Kölzigerberg) – kolonia w Polsce położona w województwie zachodniopomorskim, w powiecie choszczeńskim, w gminie Bierzwnik. Miejscowość wchodzi w skład sołectwa Ostromęcko.
W latach 1975−1998 miejscowość administracyjnie należała do województwa gorzowskiego. Do 2010 roku kolonia wchodziła w skład sołectwa Kolsk.
Kolonia leży ok. 3 km na północny zachód od Kolska, ok. 300 m na zachód od jeziora Bierzwnik.